# Enrique P. González
Enrique P. González, Gonzalito, ( Buenos Aires, 1896-  Mar de Ajó, 1977) fue un militar argentino que desempeñó un papel importante en la Revolución del 43 (1943-1946). Teniendo grado de coronel fue uno de los fundadores y líderes del Grupo de Oficiales Unidos (GOU). Se desempeñó como jefe de la secretaría de la presidencia de la Nación durante el gobierno del General Pedro Pablo Ramírez (1943-1944) y Director Nacional de la Comisión Nacional de Energía Atómica.

## Biografía
Cuando irrumpe el golpe de Estado del 6 de septiembre de 1930, González era capitán y revistaba en la Escuela Superior de Guerra de Capital Federal, junto al capitán Juan D. Perón y el teniente primero Domingo Mercante.
Fue uno de los llamados «cuatro coroneles» que tenían el mando efectivo del GOU, junto con Juan D. Perón, Emilio Ramírez y Eduardo Ávalos. El historiador Roberto Ferrero lo considera uno de los «cerebros» del GOU junto con el coronel Emilio Ramírez.
Dentro de las fuerzas internas de la Revolución del 43, integró el grupo nacionalista de derecha junto con el presidente Ramírez, y los coroneles Alberto Gilbert, Luís E. Perlinger y Emilio Ramírez (hijo del presidente Pedro Pablo Ramírez).
Debió renunciar al gobierno el 15 de febrero de 1944 cuando Argentina rompió relaciones diplomáticas con el Eje. Diez días después renunció también a la presidencia el general Pedro Pablo Ramírez. 
Durante la presidencia de Juan D. Perón, ya retirado, se desempeñó como Director Nacional de Migraciones y de Investigaciones Técnicas (1948/50), Secretario General y Director Nacional de la Comisión Nacional de Energía Atómica (CNEA) hasta 1952.
Murió en el total anonimato en un mes desconocido del año 1977 en Mar de Ajó.